# Blackburn (Lothian Occidentale)
Blackburn è una città nel Lothian Occidentale vicina a Bathgate e a 5 miglia da Livingston. È situata a circa 32 km da Edimburgo lungo la vecchia strada A8 tra Edimburgo e Glasgow.

## Storia
Blackburn significa "corso d'acqua nero", dall'Old English blæc "nero" e burna "corso d'acqua". Il nome era registrato come Blachebrine nel 1152. Sviluppatasi nella rivoluzione industriale come città della piccola industria, la città di Blackburn si era originariamente caratterizzata come una città di fabbricazione del cotone. 
Nella metà del XIX secolo divenne centro minerario carbonifero. I suoi pochi abitanti sono rapidamente aumentati partendo da 4302 del 1961 fino ad arrivare a 9000 nel 1965: ciò fu il risultato delle opportunità lavorative offerta da Bathgate al nord e dell'immigrazione derivante dal Glasgow Overspill Plan. 
La chiusura dello stabilimento della British Leyland nel 1986 contribuì al declino dell'area, unitamente alla distruzione di molte abitazioni costruite nel 1960. La stazione ferroviaria di Bathgate è stata riaperta nel 1986 e ne è derivato un incremento della popolazione di pendolari attratti dall'opportunità di raggiungere Edimburgo in 30 minuti.

## Architetture religiose
Nostra Signora di Lourdes è una chiesa cattolica fondata a Blackburn. È la chiesa dove lavora Susan Boyle come assistente laica.
Nel villaggio si trova anche la chiesa parrocchiale di Blackburn e Seafield. Il reverendo Robert Anderson è l'attuale ministro del culto. Essa ha celebrato il centenario nel giugno 2008.

## Istruzione
La città è rinomata per la St. Kentigern's Academy, che è un'ampia scuola secondaria, la quale attrae studenti da tutta la provincia.
La città è anche sede tre scuole elementari: Murrayfield Primary, Our Lady of Lourdes Primary, Blackburn Primary School, e una scuola speciale elementare/media di nome Pinewood School.
Blackburn Academy, denominazione non ufficiale della scuola secondaria, è stata chiusa nel 1991.

## Sport

### Calcio
In città ha sede la società calcistica Blackburn United FC, che gioca al Murrayfield Park vicino al centro della città.